# الماخذات (الزرقاء)
الماخذات منطقة سكنية تقع في لواء قصبة الزرقاء، محافظة الزرقاء في الأردن. تنتمي المنطقة لقضاء بيرين الذي يضم 24 منطقة. يقدر عدد سكانها بـ 21 نسمة حسب إحصاء 2015.

## الوصلات الخارجية
- دائرة الاحصاءات العامة